# شهناز شیخ
شهناز شیخ (انگلیسی: Shahnaz Sheikh؛ زادهٔ ۲۱ مارس ۱۹۴۹) ورزشکار هاکی روی چمن اهل پاکستان است.
وی در مسابقات کشوری و بین‌المللی در مجموع برندهٔ ۶ مدال طلا، ۲ مدال نقره، ۱ مدال برنز شده‌است.